# Тоні Канает
Тоні Канает (хорв. Toni Kanaet, нар. 4 вересня 1995) — хорватський тхеквондист, бронзовий призер Олімпійських ігор 2020 року, чемпіон Європи.

## Виступи на Олімпіадах
| Олімпіада  | Дисципліна | Місце |
| ---------- | ---------- | ----- |
| Токіо 2020 | до 80 кг   | 3     |

## Зовнішні посилання
- Тоні Канает [Архівовано 20 січня 2021 у Wayback Machine.] на сайті taekwondodata.com.

1. ↑  https://olympics.com/tokyo-2020/olympic-games/en/results/taekwondo/athlete-profile-n1383817-kanaet-toni.htm